# Али Фарка Туре
Али Ибрахим Туре (Фарка) e известен музикант, певец и китарист от Мали.

## Биография
Роден в село Канау край река Нигер близо до Тимбукту, Туре е десетото дете на родителите си и единственото, успяло да оживее до пълнолетие. Прякорът му Фарка, който означава магаре, му е даден от родителите му заради голямата му упоритост и инат.
Въпреки че е често сравняван с великите блус китаристи от делтата на река Мисисипи, Туре винаги е отричал подобни класификации, твърдейки, че свири само традиционната музика от Мали.
Песните му са на езиците сонгай, фула, туарег, банбара, както и на френски.
Купил е първата си китара на 21 април 1968 в София.

## Албуми
- 1976 – Ali Toure Farka (Sonafric 50016-LP)
- 1976 – Special Biennale du Mali (Sonafric 50020-LP)
- 1978 – Biennale (Sonafric 50032-LP)
- 1979 – Ali Toure Farka (Sonafric 50060-LP)
- 1980 – Ali Toure dit Farka (Sonafric 50085-LP)
- 1984 – Ali Farka Toure (Red) (Sonodisc/Esperance 5558)
- 1988 – Ali Farka Toure (Green) (Sonodisc/Esperance 8448)
- 1989 – Ali Farka Touré (World Circuit WCD007 / Mango 9826)
- 1990 – African Blues (Shanachie 65002)
- 1990 – The River (World Circuit WCD017 / Mango 9897)
- 1993 – The Source (World Circuit WCD030 / Hannibal 1375)
- 1994 – Talking Timbuktu (World Circuit WCD040 / Hannibal 1381) (c Рай Кудър)
- 1996 – Radio Mali (World Circuit WCD044 / Nonesuch 79569) (remastered selections of original albums from 1975 through 1980)
- 1999 – Niafunké (World Circuit WCD054 / Hannibal 1443)
- 2004 – Red&Green (World Circuit WCD070 / Nonesuch 79882) (remastered original albums from 1984 and 1988)
- 2005 – In the Heart of the Moon (World Circuit WCD072 / Nonesuch 79920) (c Тумани Диабате)
- 2006 – Savane (World Circuit WCD075 / Nonesuch 79965)